# Икеньская пещера
Икеньская пещера (Икиньская пещера, Икень — по названию реки Икень, обозначаемых на картах как Икинь) расположена в Архангельском районе Республики Башкортостан, в толще горы Бургаз. Ближайший населённый пункт расположен в 25 км — это посёлок Сухая Атя (ранее был посёлок Икень, он же Икеньский лесопункт Ашинского ЛХК).
Длина 333 м, глубина 12,5 м; высота потолка от 11 м до 0,5 м, ширина хода от 23 м до 0,5 м. Поперечные сечения — в виде арки (преимущественно), потолок — в виде купола, пол горизонтальный. Пещера сложена серыми известняками, богата разнообразными натечными образованиями (сталактиты, сталагмиты до 1 м в поперечнике, лунное молоко, кальцитовые водопады, гуры).
Вход открыт двумя отверстиями среди глыбового навала на северо-западном склоне горы Бургаз. Левый вход высотой 55 см, шириной 80 см чуть ниже правого, с высотой 1 м и шириной 45 см.
В свободном доступе, открыта в 1964 году.